# Nyőgér
Nyőgér (em alemão: Nieger) é um município da Hungria, situado no condado de Vas. Tem 10,73 km² de área e sua população em 2015 foi estimada em 325 habitantes.